# Tenuipalpus barticanus
Tenuipalpus barticanus är en spindeldjursart som beskrevs av De Leon 1965. Tenuipalpus barticanus ingår i släktet Tenuipalpus och familjen Tenuipalpidae. Inga underarter finns listade i Catalogue of Life.